# Boémia (estilo de vida)

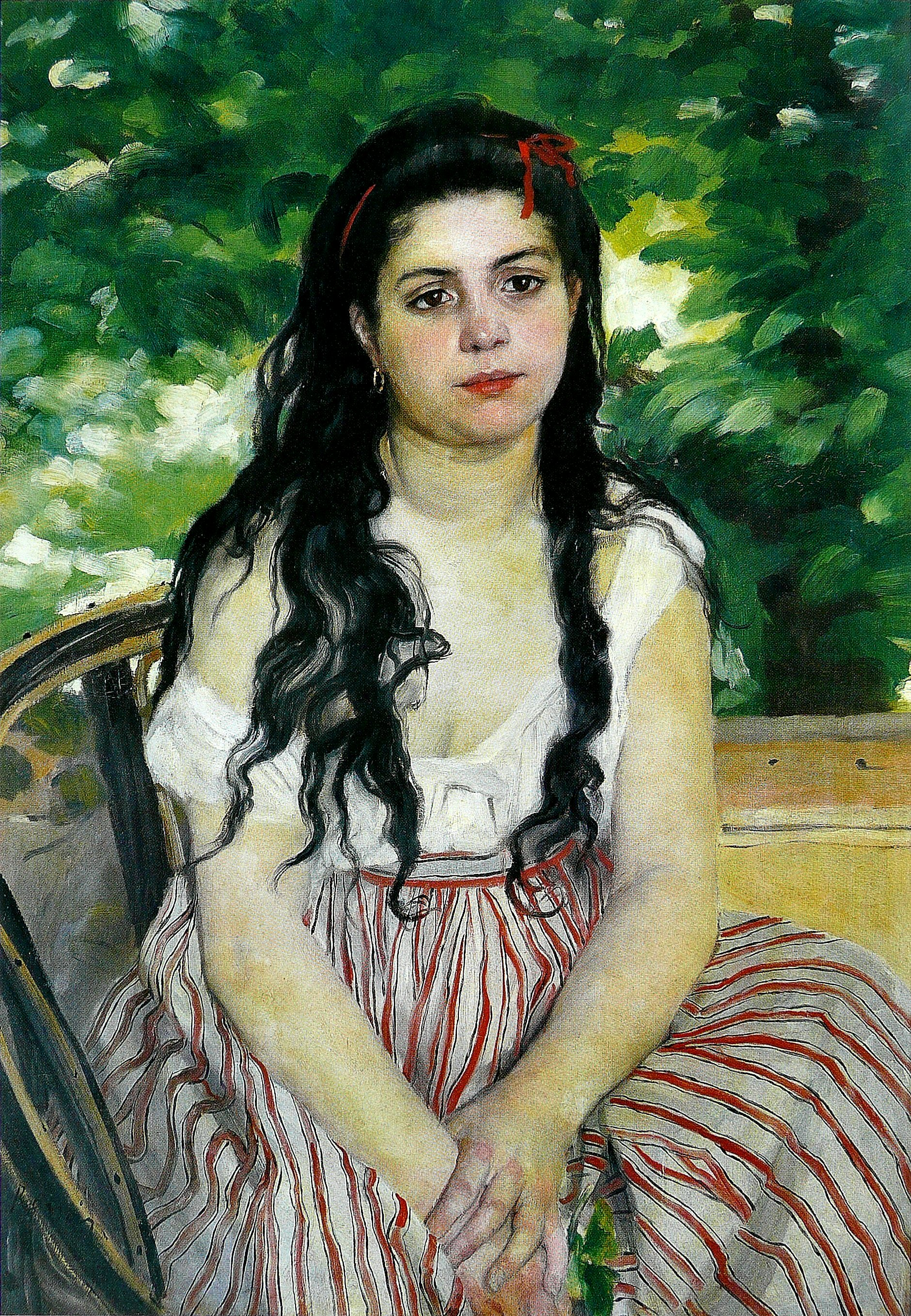
"No verão (A boêmia)", tela de Pierre-Auguste Renoir (1868).

Boémia (português europeu) ou Boêmia, boemia (português brasileiro) é a prática de um estilo de vida não convencional, alegre, simples e despreocupado, muitas vezes na companhia de pessoas afins, com poucos laços permanentes, envolvendo atividades musicais, artísticas ou literárias. Neste contexto, boêmios podem ser errantes, aventureiros, ou vagabundos.

## Evolução do termo

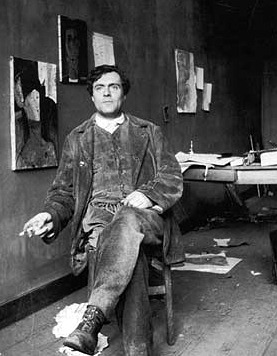
Amedeo Modigliani, tido como um dos arquétipos do artista boémio.

A palavra deriva do francês bohème, que, originalmente, designa o habitante da Boêmia e do topônimo latino medieval Bohemus (do latim clássico Boihaemum, significando país dos Boii, um povo celta da Europa central).
No século XV, bohème tornou-se um termo comum para os ciganos da França, que, erroneamente, pensava-se terem chegado à França no século XV a partir da Boêmia, naquele tempo uma região protoprotestante e herética. Já no século XVII, com Gédéon Tallemant des Réaux, bohème passa a designar, também, o indivíduo "que leva uma vida desregrada", num estilo de vida caracterizado pela despreocupação com relação a bens materiais, a grandes projetos, às normas. Trata-se de uma referência ao fato de que muitos artistas e criadores começaram a concentrar-se em regiões de classe baixa e aluguel barato, frequentemente bairros ciganos, bem como à influência dessas regiões no estilo de vida desses artistas, que passam a viver à margem da sociedade, a exibir um comportamento fortemente liberal e polêmico, e a mostrar uma preocupação em usar roupas excêntricas.
O termo passa, por empréstimo, do francês ao português, na acepção do século XVII: "vagabundo, indivíduo de vida desregrada" ou não convencional, eventualmente ligado às artes ou à literatura, ou mero aventureiro que vive de forma despreocupada.

Mais tarde, no século XIX, surge um movimento artístico e literário constituído à margem do movimento romântico, mais "aristocrático" e fora do uso original do termo. Será Balzac que, em 1844, ao escrever Um Príncipe da Boémia, faz rasgados elogios a tal juvenil comportamento: 
A palavra Boémia diz tudo. Ela não tem nada e vive de tudo. A esperança é a sua religião, a fé em si mesma é o código, a caridade o seu orçamento. Todos esses jovens são maiores do que o seu infortúnio, abaixo da sorte, mas acima do destino.
Segundo Jerrold Seigel, trata-se de um fenômeno social e literário que teve lugar em diversos pontos do planeta e em diferentes épocas. O autor considera a boêmia como uma manifestação de jovens burgueses que, no século XIX e sobretudo nas décadas de 1830 e 1840 na França, buscavam um estilo de vida especial e que se tornou popular principalmente a partir dos escritos de Henri Murger, autor de Scènes de la vie de bohème ("Cenas da vida de boemia"). O romance foi escrito a partir das experiências de Mürger como um escritor pobre vivendo na Paris de meados do século XIX. A obra inspirou a famosa ópera La Bohème ("A boêmia"), de Puccini. No sentido dado ao termo por Seigel, portanto, os termos boémia e dândi se aproximam. O movimento boêmio se iniciou em Paris no final do século XVII e alcançou seu auge no início do século XX. Se irradiando a partir do Bairro Latino (mais especificamente, das mansardas da rua de Canettes), ele notabilizou lugares da cidade como Montmartre, o Moulin Rouge, o café d'Harcourt, a rua de Tour d'Auvergne, a rua dos Mártires e o cais das Flores, bem como artistas como Arthur Rimbaud, Paul Verlaine e Amedeo Modigliani.
No Rio de Janeiro do século XIX, a experiência boêmia carioca vinculava-se imediatamente à experiência da boêmia de Paris, surgida no contexto das revoluções de 1848. "Boêmia" se torna sinônimo da vida que levavam os jovens intelectuais e artistas sem fortuna, num momento histórico que, também nos trópicos, é marcado por grandes transformações sociais, políticas e estéticas.

## Localidades boêmias
Ao longo da história, várias localidades adquiriram uma reputação boêmia, por oferecerem imóveis com aluguel barato, reunirem pessoas com um estilo de vida alternativo e terem agitada vida noturna:

### Europa
- Malá Strana e Žižkov, em Praga[carece de fontes?]
- Montmartre e Montparnasse, em Paris[carece de fontes?]
- Chelsea, Fitzrovia e Soho, em Londres[carece de fontes?]
- Dublin e Drogheda, na Irlanda[carece de fontes?]
- Exarcheia, em Atenas[carece de fontes?]
- Beyoğlu (Pera), Beşiktaş e Bakırköy na porção europeia e Kadıköy na porção asiática de Istambul[carece de fontes?]
- Mitte, em Berlim[carece de fontes?]
- Schwabing, em Munique[carece de fontes?]
- Skadarlija, em Belgrado[carece de fontes?]
- Tabán, em Budapeste[carece de fontes?]
- Metelkova mesto, em Ljubljana[carece de fontes?]
- Cais do Sodré, Bairro Alto, Mouraria e Alfama, em Lisboa[carece de fontes?]
- Užupis, em Vilnius[carece de fontes?]
- Bradford, na Inglaterra[carece de fontes?]
- Cardiff, no País de Gales[carece de fontes?]
- Amsterdam, nos Países Baixos[carece de fontes?]
- Södermalm, em Estocolmo[carece de fontes?]
- Söderort, na Suécia[carece de fontes?]
- La Barceloneta, Gràcia e El Raval, em Barcelona[8]
- Chueca, Malasaña e rua de Huertas, em Madri[9]
- El Carmen e Russafa, em Valência[10][11]
- Dubrovnik, Split e Pula, na Croácia[8]

### Américas
Estados Unidos
- Greenwich Village, em Nova Iorque [12]
- North Beach e Mission,[13] em São Francisco
- Venice e Eagle Rock, em Los Angeles[14][15]
- Topanga Canyon [16]
- Carmel-by-the-Sea [17]
- Provincetown, Massachusetts[carece de fontes?]
- Boulder (Colorado)[carece de fontes?]
- Tiburon (Califórnia) [18]
- Towertown, em Chicago.[19]
- Key West (Flórida)[carece de fontes?]
- Coconut Grove (Flórida)[carece de fontes?]
- Las Vegas[8]

Canadá
- Kensington Market, em Toronto[carece de fontes?]
- Commercial Drive (Vancouver)[carece de fontes?]

Brasil
- Lapa, Saúde, Botafogo, Vila Isabel e Méier no Rio de Janeiro[20]
- Recife Antigo, no Recife
- Vila Madalena, Rua Augusta, Bixiga e Vila Olímpia, em São Paulo[21][8]
- Santa Tereza, em Belo Horizonte[22]
- Benfica, Praia de Iracema e Varjota, em Fortaleza[carece de fontes?]
- São Francisco, em Curitiba[23]
- Cidade Baixa, em Porto Alegre[24]
- Jurerê, em Florianópolis[8]
- Cambuí, em Campinas[25]
- Rio Vermelho, em Salvador[26]

Peru
- Barranco, em Lima[27]

Chile
- Bellavista, em Santiago (Chile)[28]

Argentina
- Palermo, Recoleta, San Telmo, Centro, Puerto Madero e La Boca, em Buenos Aires[29]

México
- Roma e Condesa, na Cidade do México[30]

### Oceania
Austrália
- Fremantle, na Austrália Ocidental[31]
- Newtown, em Sydney [32]
- Potts Point, em Sydney [33]
- Fitzroy, em Melbourne[carece de fontes?]
- St Kilda, em Melbourne[carece de fontes?]
- Montsalvat, em Melbourne[carece de fontes?]
- Nimbin, em New South Wales[carece de fontes?]
- Kuranda, em Queensland[carece de fontes?]

Nova Zelândia
- Takaka, em Tasman[carece de fontes?]
- Newtown, em Wellington[carece de fontes?]
- Titirangi, em Auckland[carece de fontes?]
- Kingsland, em Auckland[carece de fontes?]
- Grey Lynn, em Auckland[carece de fontes?]
- T5, em Taranaki[carece de fontes?]
- Mount Eden, em Auckland[carece de fontes?]
- Smash Palace e Orpington Garden, em Christchurch[carece de fontes?]
- Tower District, em Fresno[carece de fontes?]

### Ásia
Japão
- Roppongi, em Tóquio[34]

Indonésia
- Bali[8]

República Popular da China
- Bund, em Xangai[35]

Tailândia
- Ilhas Phi Phi e Phuket[8]

Coreia do Sul
- Hongdae, em Seul[36]

### África
África do Sul
- Woodstock, na Cidade do Cabo[37]